# 內湖 (英國)

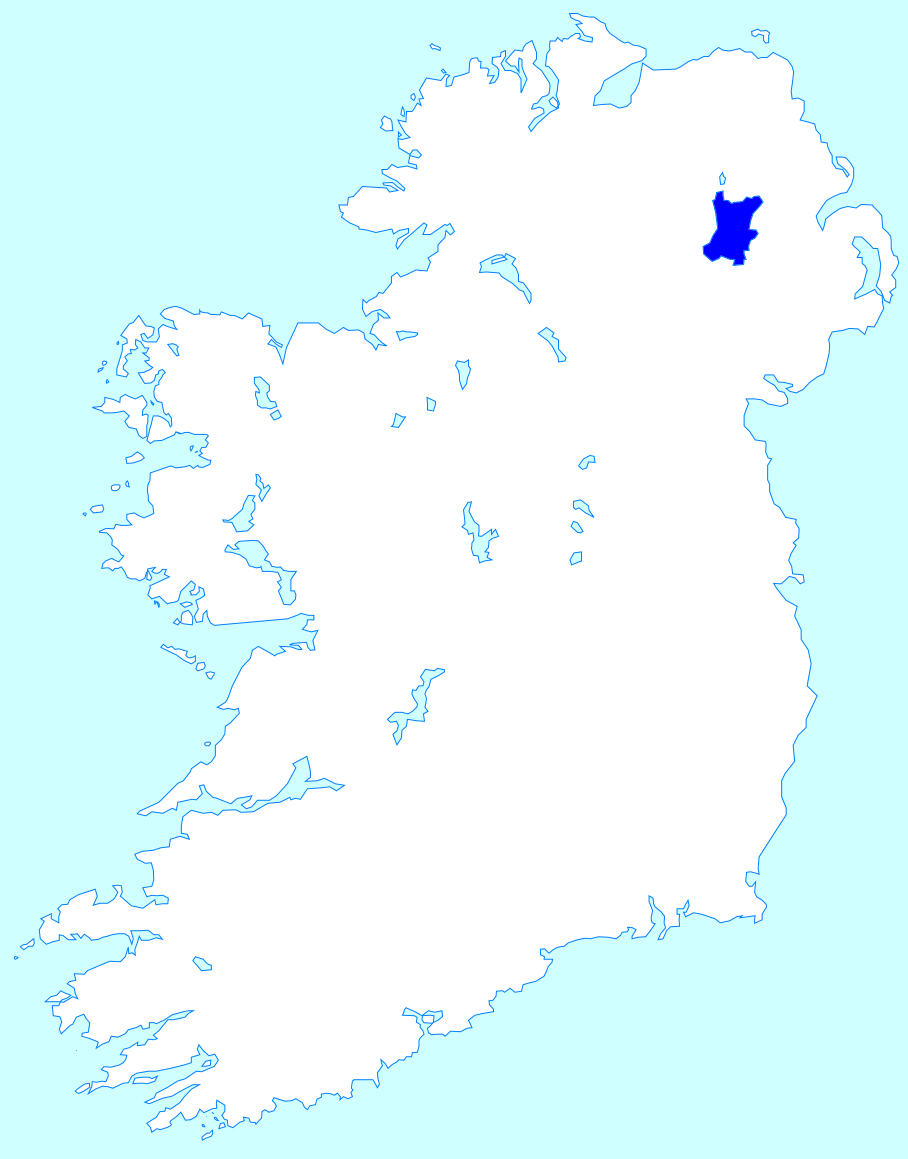
內伊湖在愛爾蘭島的位置

內湖（Lough Neagh），又譯內伊湖，是英国最大的湖泊，位于北爱尔兰地区中部，面积388平方公里。在整个西欧，内湖的面积也可排到第三位，仅次于日内瓦湖和。

## 風景

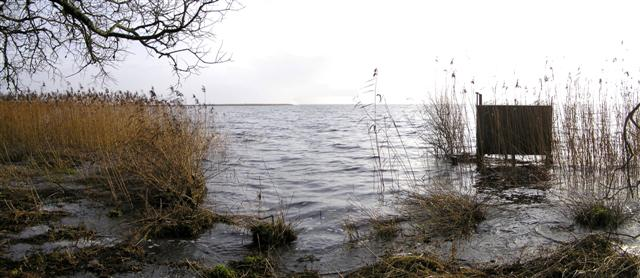
蒂龍郡附近的水域
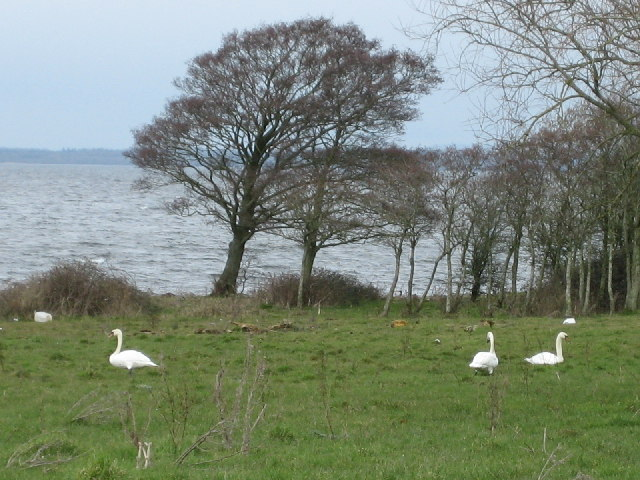
阿德莫爾
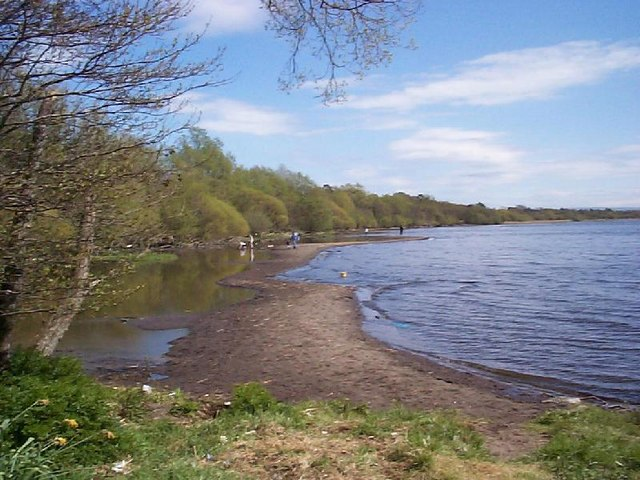
安特里姆郡
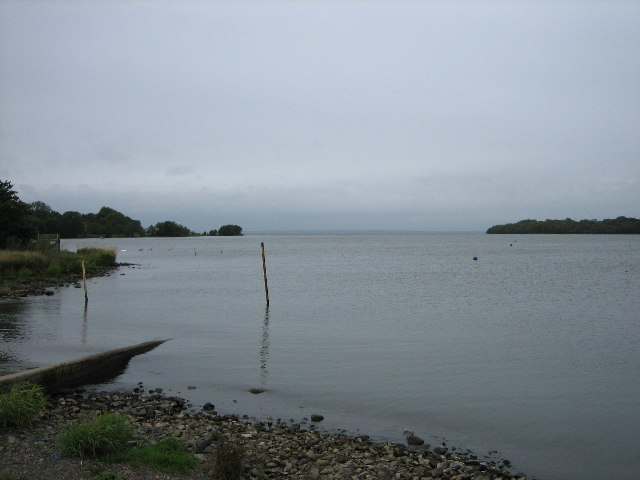
安特里姆郡境內的內伊湖
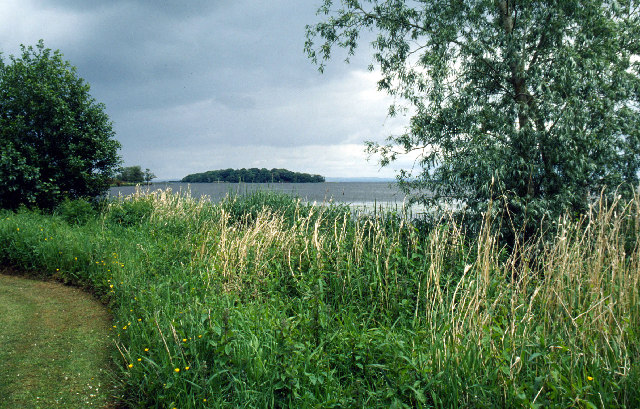
阿馬郡的水域
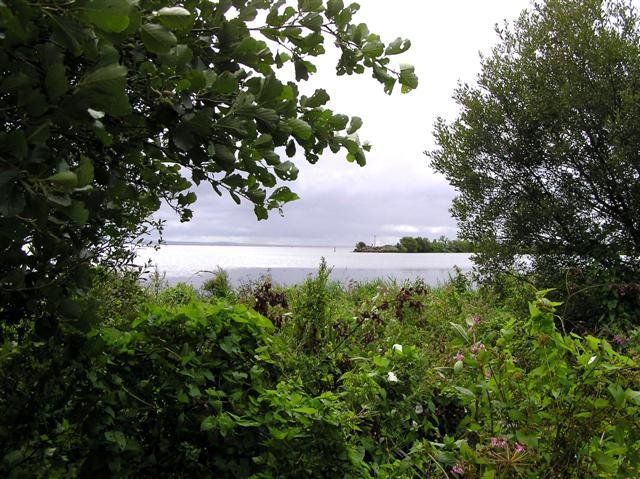
在倫敦德里郡的內伊湖